# Alberto Busaid
Alberto Busaid (Buenos Aires, 1938-Buenos Aires, 30 de enero de 2002) fue un actor de teatro, cine y televisión argentino.

## Biografía
Nació en el barrio de Mataderos en Buenos Aires. Debutó en teatro a los doce años y en 1954 ingresó en el Conservatorio Nacional de Arte Dramático, en donde tuvo como profesores a Osvaldo Bonet, Camilo Da Passano, Antonio Cunill Cabanellas, Edmundo Guibourg y Saulo Benavente, entre otros. 
En televisión su debut fue en 1956 con el ciclo Teatro del sábado, de Cunill Cabanellas. Su debut cinematográfico ocurrió recién en 1976, en la película de Juan José Jusid, No toquen a la nena, en el rol de Nacho, también participó en más de cuarenta películas como actor de reparto, generalmente interpretando personajes sencillos, gente de barrio, trabajadores, aunque también interpretó personajes de textos clásicos de Pedro Calderón de la Barca, George Bernard Shaw y Lope de Vega, entre otros. Uno de sus personajes más reconocidos fue el de Quique, el mecánico en la película Made in Argentina. En El telo y la tele fue un profesor de sexología; en La noche de los lápices un torturador; el peón de campo en Miss Mary; y en Camila fue Antonio Reyes, el capitán que ordena el fusilamiento de los protagonistas.
El cortometraje Nostalgia en la mesa 8 de 1999, perteneciente a la serie Historias breves III, obtuvo el premio al mejor cortometraje y el premio especial del jurado en el BCN Sports Film Festival 2011. En esa película interpretó al futbolista Evaristo «Chancleta» Petorutti.

## Fallecimiento
Falleció víctima de un síncope cardíaco la noche del 30 de enero de 2002 mientras dormía. Sus restos mortales descansan en el panteón de actores del cementerio de la Chacarita.

## Teatro
- 1986. El viejo criado, de Roberto Cossa. En el rol del boxeador Balmaceda. Obra también presentada en Madrid, España.[5]
- 1974. Orquesta de señoritas, de Jean Anouilh. Siete temporadas entre 1974 y 1981. También presentada en Sevilla, España.[6][7]
- 1970. El avión negro, de Ricardo Talesnik, Roberto Cossa y Germán Rozenmacher.[8]
- El perro del hortelano, de Lope de Vega.
- Los siameses, de Griselda Gambaro.
- El inspector, de Nikolái Gógol.
- Santa Juana, de George Bernard Shaw.
- 1968. Angelito, el secuestrado (o los tormentos de la infancia).[9]
- 1968. Ciudad nuestra, Buenos Aires.[10]
- 1963. Petit Hotel.[11]

## Cine
Películas en las que participó:
| - 2001 Tobi y el libro mágico, de Zuhair Jury. - 2001 Gallito ciego - Enfermero - 2000 Todo X dos pesos - Cortometraje - Vagabundo - 2000 Qué absurdo es haber crecido - Cantinero viejo - 1999 Nostalgia en la mesa 8 - Como Evaristo «Chancleta» Petorutti. - 1999 Ángel, la diva y yo - Funes - 1999 Tres veranos - Sargento Medina. - 1998 Mala época - Sánchez, en el corto La querencia. - 1998 Fuga de cerebros - Coco - 1997 El Che (Documental) - Argañaraz - 1996 El dedo en la llaga - Juan - 1995 La piel de la gallina (cortometraje) - 1993 Perdido por perdido - Guardia Financiera - 1991 La redada (película Argentina) - voz ( carcajada de dios) - 1991 Dios los cría - "El 4530/6" - 1989 Cuerpos perdidos - 1988 El acompañamiento - Mingo - 1988 La bailanta - 1988 Tres alegres fugitivos- Presentador de pulseadas - 1988 Las locuras del extraterrestre- Guardia de seguridad de canal 2 - 1988 La extraña pasajera Senador Eusebio Correa - 1988 Extrañas salvajes- El Turco - 1988 La clínica loca - 1987 Chorros - Don Tito | - 1987 La clínica del Dr. Cureta- Portero de la clínica - 1987 Revancha de un amigo - Salvador - 1987 Mirta, de Liniers a Estambul - 1987 Made in Argentina - Quique (mecánico) - 1987 Me sobra un marido- Sr Ramponio - 1987 Sofía - Hombre en estación - 1986 Las minas de Salomón Rey - Policía - 1986 Los amores de Laurita- Médico de abortos - 1986 La Noche de los Lápices - Gordo - 1986 Miss Mary - Mateo (peón de campo) - 1986 Seré cualquier cosa, pero te quiero - Alfredito - 1986 Camarero nocturno en Mar del Plata - Portero - 1985 Flores robadas en los jardines de Quilmes, de Antonio Ottone - 1985 El telo y la tele, de Hugo Sofovich - Profesor Bergalli - 1984 Camila - Capitán Antonio Reyes - 1982 Plata dulce - Turco - 1981 Abierto día y noche - 1979 Donde duermen dos... duermen tres- Bermúdez y el taxista( no muestra la cara aparece de espalda) - 1977 Basta de mujeres- Compañero de trabajo del personaje principal - 1977 Jacinta Pichimahuida se enamora - don Romualdo Cavallasca - 1976 No toquen a la nena - Nacho |

## Televisión
- 2000  Todo por dos pesos
- 1998 Gasoleros :  (pocos capítulos)
- 1996 Como pan caliente (Telecomedia)
- 1992 La estación de Landriscina (Programa humorístico)
- 1993 Mi cuñado (Telecomedia) - Bruno
- 1991 La bonita página
- 1991 Es tuya... Juan (Telenovela) - Armando
- 1991  Yo Amo a Berugo (sketches)
- 1987 Ficciones (Ciclo de unitarios)
- 1956 Teatro  del sábado